# مرکز ملی فیلم اولکساندر دووژنکو

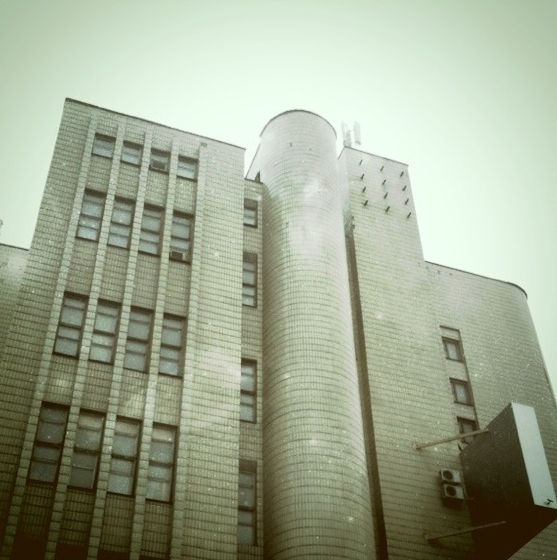
ساختمان مرکز ملی اولکساندر دووژنکو، کیف، اوکراین

مرکز ملی اولکساندر دووژنکو (همچنین مرکز دووژنکو) مرکز آرشیو فیلم‌های دولتی و یک شاخه فرهنگی در کیف اوکراین است.

## تاریخ
این مرکز در سال ۱۹۹۴ با حکم رئیس‌جمهور اوکراین تأسیس شد. در سال ۲۰۰۰ مرکز دوژنکو با کارخانه چاپ قبلی فیلم کیف (تأسیس در سال ۱۹۴۸)، بزرگترین در نوع خود در اوکراین ادغام شد و دارایی، امکانات و مجموعه فیلم‌های آن را تصاحب کرد. از سال ۲۰۰۶ این مرکز عضو فدراسیون بین‌المللی بایگانی فیلم (FIAF) است. استودیوی فیلم انیمیشن اوکراین (با نام Ukranimafilm ، تأسیس در ۱۹۹۰) در سال ۲۰۱۹ به مرکز پیوست.
از سال ۲۰۱۶–۲۰۱۹ اماکن صنعتی سابق مرکز تحت بازسازی کامل قرار گرفتند و به یک شاخه فرهنگی چند شکل تبدیل شدند. در سپتامبر ۲۰۱۹ این مرکز اولین موزه فیلم در اوکراین را افتتاح کرد.

## ساختار
مرکز دوژنکو مرکز ذخیره‌سازی فیلم، آزمایشگاه‌های فیلم و دیجیتال، موزه فیلم، بایگانی فیلم و یک مدیاتک را اداره می‌کند. این مؤسسه در یک ساختمان هشت طبقه در منطقه هلوسیو کیف واقع شده‌است. این مکان همچنین دارای یک بخش هنرهای نمایشی ۳۰۰ نفره، صحنه ۶، واقع در طبقه ششم آن به همراه چندین شرکت موسیقی و تئاتر مستقل و مجموعه‌های هنری تئاتر است.